# Strefa Kultury (Katowice)

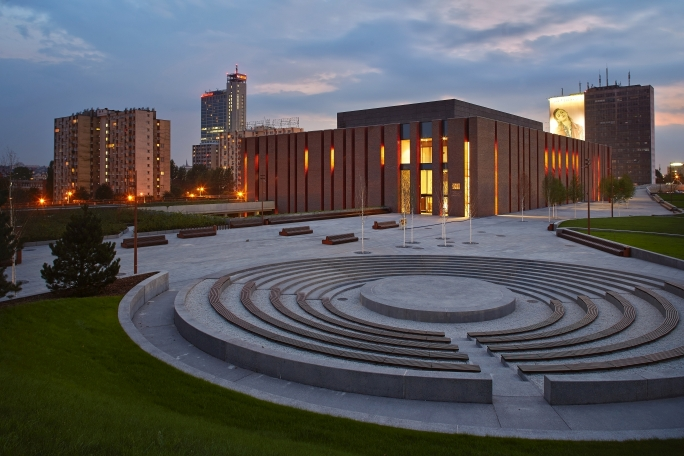
Siedziba Narodowej Orkiestry Symfonicznej Polskiego Radia, która mieści się w Strefie Kultury

Strefa Kultury – wyznaczony obszar kulturalno-rozrywkowy mieszczący się w Katowicach, w dzielnicach Bogucice i Koszutka.
Nowe obiekty osadzone są na terenie dawnej kopalni „Katowice”. Łączna wartość projektów inwestycyjnych, wraz z przebudową układu drogowego, przekracza miliard złotych. Ich realizacja była możliwa dzięki wsparciu funduszy europejskich. Wszystkie nowo powstałe budynki mają nawiązywać do charakterystycznych dla Śląska motywów architektonicznych. Znajdują się tu trzy duże obiekty – sala koncertowa Narodowej Orkiestry Symfonicznej Polskiego Radia, Muzeum Śląskie, gromadzące swoje zbiory pod ziemią i udostępniające taras widokowy znajdującego się na byłym szybie wyciągowym Kopalni „Katowice”, oraz Międzynarodowe Centrum Kongresowe z zieloną doliną zamiast dachu, w którym odbywają się liczne kongresy (m.in. Europejski Kongres Gospodarczy), konferencje i spotkania nie tylko o charakterze biznesowym.

## Zrewitalizowane pokopalniane obiekty
- Dawny budynek maszynowni, zaadaptowany na kawiarnię/restaurację.
- Magazyn odzieży – obecnie siedziba Centrum Scenografii Polskiej.
- Stolarnia – obecnie przestrzeń edukacyjna „Na tropie Tomka”.
- Łaźnia główna – obecnie przestrzeń wystawiennicza oraz siedziba działów Archeologii,

## Obiekty znajdujące się w strefie kultury

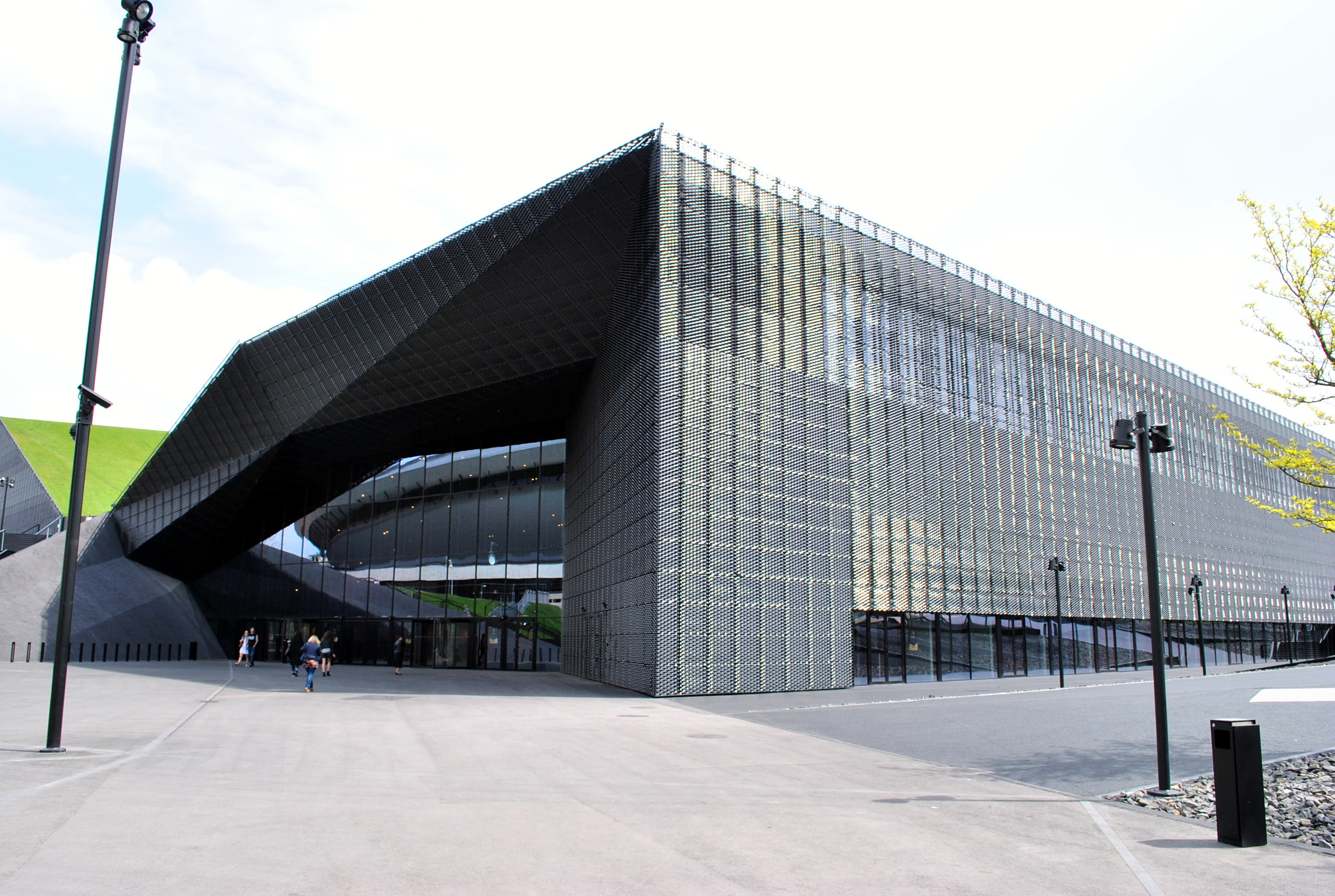
Międzynarodowe Centrum Kongresowe w Katowicach

W Strefie kultury można spotkać następujące obiekty:
- Siedziba Narodowej Orkiestry Symfonicznej Polskiego Radia w Katowicach
- Spodek

- Muzeum Śląskie w Katowicach
- Międzynarodowe Centrum Kongresowe w Katowicach

- Taras widokowy na szybie Kopalni Węgla Kamiennego „Katowice”

- Wieżowce. KTW
- Pomnik Henryka Sławika i Józsefa Antalla seniora

## Osiedle mieszkaniowe w strefie kultury
Przedsiębiorstwo TDJ Estate zapowiedziało start budowy osiedla mieszkaniowego w północnej części strefy kultury. W pierwszym etapie przedsięwzięcia planuje wybudować trzy 12-kondygnacyjne bloki, w których ma być oddanych ok. 300 mieszkań. Wszystkie trzy bloki będą wyrastały ze wspólnego cokołu. Pod budynkami będzie dwukondygnacyjny parking.